# Управление записями
Управление записями (англ. Records Management) — управление документами организации с момента их создания до окончательного уничтожения. Данная практика включает в себя формирование документов в делопроизводстве, их хранение, защиту и уничтожение (либо, в некоторых случаях — архивное хранение).
Документ (record) может быть представлен на  материальном носителе (бумага, микрофиша, микрофильм) или в цифровом виде (файлы на магнитной ленте, компакт-диске, на винчестере и т.д.). Это могут быть свидетельства о рождении, рентгеновские снимки, документы, базы данных, прикладные данные или электронная почта. Управление документами, в первую очередь, сосредоточено на материалах о деятельности организации, и, как правило, применяется в соответствии с юридической ценностью документов, а не их физической формой.
Документы, отличаются от файлов наличием реквизитов (исх.№, наименование организации, наличие подписи руководства, печати и т.п.). Хранению обычно подлежат документы с реквизитами, выходящими из процесса делопроизводства и по срокам хранения (в соответствии с номенклатурой) подпадающие в разряд временного или постоянного хранения.

## Определение управления записями
Раньше определение «управление записями» использовалось как обозначение управления теми записями, которые уже вышли из повседневного использования, но срок хранения которых ещё не истек — «полу-актуальные», «неактивные», часто хранящиеся в подвале или вне предприятия. Более современное использование этого понятия включает в себя весь жизненный цикл записи — от точки создания до окончательного уничтожения.
Стандарт ISO 15489:2001 определяет управление записями как «область управления, отвечающую за эффективный и систематический контроль за созданием, получением, хранением, использованием и уничтожением записей, включая процесс сбора и ведения данных о деятельности и сделках предприятия в форме записи».
ISO определяет запись как «информацию, созданную, полученную и хранимую, в качестве свидетельства или информации, организацией или человеком в соответствии с юридическими обязательствами или ведением бизнеса».
Международный совет архивов (International Council on Archives (ICA)) определяет запись как «записанную информацию, подготовленную или полученнуюя в процессе начинания, проведения и завершения корпоративной или индивидуальной деятельности, включающую содержание, контекст и структуру, достаточные для предоставления доказательств деятельности». Ключевое слово в определениях — свидетельство. Проще говоря, запись может быть определена как «свидетельство события».

## Практика управления записями
Практика управления записями может включать:
- Планирование потребности в информационном обеспечении организации;
- Определение необходимой для сбора информации;
- Создание, утверждение и соблюдение политик и практик в отношении материалов, включая их хранение и уничтожение;
- Разработку плана хранения записей, включающего краткосрочное и долгосрочное размещение физической записи и цифровой информации;
- Идентификацию, классификацию и хранение записей;
- Распределение доступа к записям внутри и вне организации, требований конфиденциальности, конфиденциальности данных и общего доступа;
- Осуществление отбора записей, не требуемых в эксплуатационных целях, для их последующего уничтожения. В соответствии с организационной политикой, нормативными актами и другими требованиями организации это может быть либо их физическое уничтожение, либо размещение на постоянное хранение в архив.

Согласно основным правилам управления записями, автоматизированные системы являются вспомогательным средством в сборе, классификации и непрерывном управлении записями на протяжении их жизненного цикла. Подобная система может быть бумажной (например, каталожные карточки, используемые в библиотеке) или компьютерной (электронное приложение для управления записями).
Согласно стандарту ISO 15489:2001, управление записями включает в себя:
- установку политик и стандартов;
- распределение обязанностей и полномочий;
- разработку и внедрение процедур и руководящих принципов;
- предоставление широкого спектра функций, связанных с управлением записями и их использованием;
- разработку, внедрение и управление специализированными системами для управления записями;
- интеграцию управления записями в бизнес-системы и процессы.

## Управление физическими записями
Управление физическими записями включает в себя различные меры регулирования и может основываться на разнообразных формах экспертиз. Записи должны быть идентифицированы и заверены. Как правило, это вопрос систематизации и поиска информации; в некоторых случаях необходимо более бережное обращение.

### Идентификация документов
Элементу, представленному в виде юридической записи, необходима проверка подлинности. Возможно, потребуется изучение документа (или другого материального свидетельства) судебно-медицинскими экспертами на предмет подлинности и документального фиксирования любых повреждений, изменений или пропусков в содержании. В крайних случаях, элементы могут быть подвергнуты исследованию через микроскоп, рентген, радиоуглеродное датирование и химический анализ. Подобный уровень проверки достаточно редок, но подразумевает особую тщательность в создании и хранении записей организации.

### Хранение записей
Записи должны храниться таким образом, чтобы к ним, с одной стороны, имелся доступ, а с другой — они должны быть защищены от возможного внешнего воздействия. Типичный бумажный документ может храниться в канцелярском шкафу в офисе, однако некоторые организации используют специальные помещения с регулированием микро-климата (включая температуру и влажность). Критично важные записи должны храниться в сейсмостойких безопасных сейфах или камерах для защиты от пожаров, наводнений, землетрясений и других коллизий. В крайних случаях необходимо, чтобы запись одновременно была и изолирована от внешних воздействий, и доступна публично (примером может служить подписанный оригинал Конституции США). Гражданским инженерам, возможно, будет необходима консультация, чтобы определить, сможет ли помещение эффективно вмещать полки и шкафы с бумагой. Исторически некоторые военные суда были разработаны с учётом веса их технологических регламентов на бумаге, как части уравнивающего балласта (современные системы хранения записей передали эту информацию в электронное хранилище). Вдобавок ко хранению записей в помещении организации, многие организации хранят свои записи вне офиса, заключая договора с коммерческими компаниями, занимающимися внеофисным хранением.

### Циркуляция документов
Путь документа, изъятого из своего обычного места хранения, называется циркуляцией. Зачастую она фиксируется простой письменной процедурой. Тем не менее, большинство современных систем технических средств используют компьютерные системы, включающие сканеры штрих-кодов, технологии радио-меток, чтобы отследить движение документа. Они также могут быть использованы для периодического аудита для выявления несанкционированного перемещения записи.

### Списание записей
Списание записей не всегда означает уничтожение, они могут быть переданы в архив, музей или частному лицу. Списание должно проводиться согласно закону, уставу, положению или эксплуатационным процедурам; необходимо соблюдать меры предосторожности во избежание непреднамеренного разглашения информации. Процесс должен быть хорошо документирован, начиная с протокола хранения документации, политик и процедур, одобренных на высоком уровне. Должен быть сохранен перечень уничтоженных записей, включая сертификат об уничтожении. Организации никогда не избавляются от записей, выбрасывая их как мусор: большинство пользуется шредером для измельчения бумаги в мелкие полоски или кусочки или сжигает необходимое.
Имеющиеся на рынке продукты предназначены для управления записями вплоть до процессов вступления в силу, завершения срока их действия, хранения, планирования сроков хранения и списания записей. В некоторых случаях используется также технология RFID для отслеживания физического файла.

## Управление электронными записями
Общие принципы управления записями применяются независимо от формата записей. Цифровые записи (в большинстве случаев называемые электронными) порождают специфические спорные вопросы: записи, не имеющей физического наличия, сложнее обеспечить сохранение и защиту содержания, контекста и структуры.
Функциональные требования к компьютерным системам для управления электронными записями были подготовлены Министерством обороны США
, Национальным архивом Англии и Уэлльса и Европейской комиссией, чей стандарт MoReq (Model Requirements for the Management of Electronic Records — Типовые требования к управлению электронными записями) был переведен как миниум на 12 языков (в том числе русский) и используется как в Европе, так и за её пределами. Разработан стандарт был по инициативе DLM-форума, финансируемого Европейской комиссией..
Основные проблемы связаны с возможностью доступа к электронным записям и их чтения с течением времени: бурное развитие технологий может сделать программное обеспечение, используемое для создание записей — устаревшим, а сами записи — недосягаемыми для читателя. Под эгидой сохранения цифрового наследия для решения этой проблемы проводится масса исследований. The Public Record Office Victoria (PROV), расположенный в Мельбурне, Австралия, опубликовал свою методологию Victorian Electronic Records Strategy (VERS), включающую стандарт для защиты, долговременного хранения и доступа к существующим электронным записям. VERS был принят всеми Викторианскими государственными департаментами. PROV создал электронный архив для обеспечения широкой общественности постоянного доступа к записям.

## Текущие проблемы управления записями
Начиная с 2005 года, управление записями вызывает большой интерес среди корпораций из-за необходимости соблюдать новые правила и положения. Тогда как правительственные, юридические и медицинские структуры хранили записи по строгим, исторически установленным правилам, общее ведение отчетности о корпоративной документации было претворено в жизнь, будучи недостаточно стандартизированным. Кроме того, скандал между корпорацией Enron и аудиторской компанией Arthur Andersen и все недавние скандалы, связанные с управлением записями, возобновили интерес к корпоративному хранению записей, требованиям к сроку хранения, подготовке судебных процессов и смежным вопросам. В США Закон Сарбейнза-Оксли принес служащим, занимающимся выполнением требований, дополнительные проблемы, требующие решения — результатом стал более стандартизированный процесс хранения записей в рамках одной организации. Почти все 90-е имели место дискуссии между делопроизводителями и IT-менеджерами — основное внимание уделялось расширению правовых аспектов, а сейчас оно сфокусировано на соблюдении законодательства и рисках.
Обеспечение секретности и защиты записей, а также предотвращение хищения персональных данных стали важными задачами делопроизводителей. Задача последних в способствовании защите записей возрастала, привлекая внимание к имеющимся проблемам. Важность сроков хранения и уничтожения записей подчеркивается необходимостью принятия мер чтобы определённая информация о физических лицах не сохранялась.
Наиболее существенным вопросом стали необходимые изменения в индивидуальной и корпоративной культуре, извлекающие пользу и для внутренних, и для внешних заинтересованных сторон. Управления записями часто считается задачей ненужной или имеющей низкий приоритет, решаемой на низшем уровне организации. События, получившие огласку, показали, что фактически управление записями находится в компетенции всех лиц внутри корпорации и корпоративных образований.
Вопрос, считавшийся весьма спорным среди делопроизводителей, касался некритического принятия систем управления электронными документами и записями (EDRMS). По мнению известного мыслителя делопроизводства:

Что касается среднестатистических пользователей, для них EDRMS — нечто такое, что они не хотят, не любят и не могут использовать. По существу, нет ничего удивительного, в том, что так мало пользователей принимает эти системы — один сотрудник однажды сказал мне: «заставить меня использовать EDRMS — все равно, что заставить штукатура работать молотком».
И вот теперь, наконец, пришло время обратить свой взор к профессии управления записями как таковой. На мой взгляд, мы на волоске от того, чтобы позволить нашей слепой одержимости EDRMS превратить нас в интеллектуально-стерильную, ведомую вендорами специальность. Большую часть последнего десятилетия мы позволяли другим думать за нас и стали опираться на EDRMS как наш «интеллектуальный костыль». Но не сделайте ошибки по этому поводу, вина за это — исключительно на нас. Подобно детям, идущим за Крысоловом из сказки, мы позволили себе быть зачарованными мелодией, которую играли те, за кем мы следовали, без вопросов или дискуссий, куда бы не завели нас технологии.
Оригинальный текст (англ.)As far as the average user is concerned, the EDRMS is something they didn’t want, don’t like and can’t use. As such, its no wonder that so few users accept them – as one person once said to me “making me use an EDRMS is like asking a plasterer to use a hammer”!

And now, finally, it is time to turn our eyes to the records management profession itself. In my opinion, we have come within a whisker of allowing our blind obsession with EDRMS to turn us into an intellectually-sterile, vendor-led profession. For the best part of a decade we have allowed others to do the thinking for us and have come to rely on EDRMS as our intellectual-crutch. But make no mistake about it, the blame for this rests squarely with us. Like children following the Pied Piper, we allowed ourselves to be so enchanted by the tune being played that we were led, without question or debate, wherever the technology took us.
— Стив Бейли (Steve Bailey), Дебаты RMS: Доводы против EDRMS..
Другой вопрос, представляющий большой интерес для делопроизводителей — влияние социальных медиа, таких как Wiki, Facebook, Twitter на традиционные практики, требования и принципы управления записями.

## Образование и сертификация

### Зарубежный опыт
Многие колледжи и университеты предлагают программы для получения степени в библиотечных или информационных науках, охватывающих управление записями. Кроме того, существуют профессиональные организации, такие как Ассоциация специалистов по управлению записями Австралазии (Records Management Association of Australasia, RMAA), Институт сертифицированных специалистов по управлению записями, которые проводят отдельные, не дипломированные, профессиональные аттестации для практикующих и получающих сертификат Certified Records Manager (CRM). Дополнительные образовательные возможности в форме сертификационной программы предоставляют также:
- Международная ассоциация по вопросам управления записями и изображениями (AIIM International);
- Ассоциация делопроизводителей и администраторов (Association of Records Managers and Administrators (ARMA);
- Общество делопроизводителей Великобритании и Ирландии.

Обучающие и практические курсы и семинары по управлению полным жизненным циклом научных и технических записей, а также Стандартному руководству по качеству электронных записей (Quality Electronic Records Practices Standards (Q-ERPS)) предоставляет ассоциация Collaborative Electronic Notebook Systems Association (CENSA). Университет Южной Австралии (The University of South Australia) предлагает сертификаты, дипломы и степени магистра по Управлению бизнес-информацией (Business Information Management) и Библиотечно-информационному менеджменту (Library and Information Management) специалиста в управления потоком записей.
Недавним дополнением к образованию в сфере управления записями в США стала MARA — магистратура по управлению записями и архивами (Archives and Records Management), предложенная Факультетом библиотечной и информационной науки Университета штата в Сан-Хосе (San Jose State University School of Library and Information Science). Другой вариант обучения специальности управлению записями и архивами предлагает Факультет информатики Мичиганского университета как часть своей степени MSI (Магистр информационных наук — Masters of Science in Information). Государственный университет Уэйна в Детройте проводит онлайн аттестацию по специальности Управление записями и информацией.

## Системы управления электронными документами и записями
Система управления электронными документами и записями Electronic Document and Records Management System (EDRM)) представляет собой программное обеспечение (или набор программ), используемое для отслеживания и хранения документов. Термин отличается от «систем обработки изображений» или «систем документооборота», которые специализируются на вводе изображений или управлении документами соответственно. Системы управления записями (ERM) обычно предоставляют специализированный функционал для обеспечения безопасности и контроля документов с учётом потребностей делопроизводителей.

### Зарубежная практика
Национальное управление архивов и документации США (NARA) одобрило стандарт 5015.2 Министерства обороны США как «адекватную и целесообразную основу для решения основных проблем управления записями в автоматизированной среде, которая все больше и больше описывает их создание и использование».
Поставщики систем управления записями могут быть сертифицированы на соответствие стандарту 5015.2 Министерства обороны США, после прохождения Joint Interoperability Test Command (JITC), где разрабатываются варианты тестирования (тест-кейсы), пишутся детальные суммирующие отчеты на соответствие 5015.2 и осуществляют онлайн исследование программного продукта.
Национальный архив Великобритании опубликовал два набора функциональных требований в целях содействия развитию рынка программного обеспечения для управления электронными записями (1999 и 2002). Он также запустил программу по оценке продуктов относительно требований 2002 года. Хотя были первоначально они были сформулированы при участии центрального правительства, их принял с энтузиазмом более широкий круг государственных служб Великобритании и других стран. В настоящее время тест-программы закрыты и Национальный архив больше не принимает заявки на их проведение. Однако требования Национального архива от 2002 года остаются актуальными.
Европейская комиссия опубликовала MoReq (см. выше) в 2001 году.
Не будучи формально стандартом, MoReq, тем не менее, отнесен к этому типу нормативных документов. Он был финансирован инициативой IDA и разработан с подачи DLM-форума. Основное обновление MoReq, известное как MoReq 2, было опубликовано в феврале 2008 года. MoReq 2 был также инициирован DLM-форумом и финансировался Европейской комиссией (в этом случае — программой IDABC, преемницей IDA).
MoReq сопровождается средой для тестирования программного обеспечения и схемой XML; на конференции DLM-форума в Тулузе в декабре 2008 года было установлено соблюдение системы тестирования ПО.
Национальный архив Австралии опубликовал Функциональные требования к системам ERMS и связанными с ним директивы по использованию функциональных требований к ERMS как предварительный проект в 2006 году.
Архив Новой Зеландии опубликовал «независимые передовые практики» — стандарт по электронным системам хранения записей (Стандарт 5) в июне 2005 года, издаваемый на основании статьи 27 Публичного акта 2005 года.

## Внеофисное хранение документов и записей
Коммерческие центры по обеспечению данных услуг специализируются на хранении бумажных и электронных документов организации. Они обеспечивают высокую плотность и безопасность хранения бумажных документов и могут обеспечить регулирование климата для неофициальных носителей информации, требующих особого хранения. Отраслевая организация для них — PRISM International, международная некоммерческая ассоциация, объединяющая владельцев бизнеса и ведущих специалистов в области управления записями и информационными потоками.